# Херико (Бояка)
Херико (исп. Jericó) — небольшой город и муниципалитет на востоке центральной части Колумбии, на территории департамента Бояка. Входит в состав провинции Вальдеррама.

## История
Поселение, из которого позднее вырос город, было основано в 1780 году. Муниципалитет Херико был выделен в отдельную административную единицу в 1821 году.

## Географическое положение
Город расположен в восточной части департамента, в горной местности Восточной Кордильеры, к востоку от реки Чикамоча, на расстоянии приблизительно 105 километров к северо-востоку от города Тунха, административного центра департамента. Абсолютная высота — 3075 метров над уровнем моря.
Муниципалитет Херико граничит на севере с территорией муниципалитета Ла-Увита, на северо-западе — с муниципалитетом Сусакон, на западе — с муниципалитетом Сативанорте, на юге — с муниципалитетом Сокота, на востоке — с муниципалитетом Чита. Площадь муниципалитета составляет 179 км².

## Население
По данным Национального административного департамента статистики Колумбии, совокупная численность населения города и муниципалитета в 2015 году составляла 4010 человек.
Динамика численности населения муниципалитета по годам:
| 2005 | 2006 | 2007 | 2008 | 2009 | 2010 | 2011 | 2012 | 2013 | 2014 | 2015 |
| ---- | ---- | ---- | ---- | ---- | ---- | ---- | ---- | ---- | ---- | ---- |
| 4716 | 4652 | 4572 | 4504 | 4440 | 4369 | 4293 | 4223 | 4162 | 4091 | 4010 |

Согласно данным переписи 2005 года мужчины составляли 51,7 % от населения Херико, женщины — соответственно 48,3 %. В расовом отношении белые и метисы составляли 65,9 % от населения города; негры, мулаты и райсальцы — 34,1 %.
Уровень грамотности среди всего населения составлял 83,8 %.

## Экономика
Основу экономики Херико составляет сельское хозяйство.

85,7 % от общего числа городских и муниципальных предприятий составляют предприятия торговой сферы, 9,8 % — предприятия сферы обслуживания, 4,5 % — промышленные предприятия.